# 전경협
전경협(全敬俠, 1790년 ~ 1839년 9월 26일)은 조선의 천주교 박해 때에 순교한 한국 천주교의 103위 성인 중에 한 사람이다. 세례명은 아가타(Agatha)이다.

## 생애
전경협은 한양의 한 이교도 부모 밑에서 태어났다. 그녀가 어렸을 때 그녀의 아버지가 세상을 떠난 이래로, 그녀는 극심한 가난에 시달렸다. 그러던 중 안형광이라는 이름의 궁녀의 도움으로 그녀와 함께 살게 되었다. 몇 해가 지나서 전경협의 친오빠가 그녀를 결혼시키려 했지만, 궁녀 안형광은 그녀를 보내주지 않았는데, 그녀도 이미 궁녀 명부에 올라 있었기 때문이었다. 그녀는 박희순 루치아를 비롯한 천주교인 궁녀들의 영향을 받아 천주교인이 되었다. 박희순이 더 자유롭게 신앙생활을 영위하고자 출궁한 후에, 전경협도 꽤병을 부려 궁궐을 빠져나왔다. 그녀는 궁궐의 호사스러운 생활이 신앙생활을 방해한다고 여겼기 때문이었다. 그때부터 전경협은 박희순과 함께 살며 기도와 종교서적의 독서 그리고 선행에 전념했다. 그녀 주위 사람들이 그녀에게 감복했고, 그녀는 그들중 많은 사람들이 천주교로 개종하는데 일조했다. 그녀는 극도의 가난과 건강 악화에도 불구하고 불평 한번 없었다. 그녀는 그저 체포될 때를 기다리고 있을 뿐이었다.
그녀가 체포되어 감옥으로 압송되고, 더 격심한 고문을 받았는데, 그녀가 궁녀였었기 때문이었다. 포장은 그녀를 심문했다. "어째서 너는 궁녀가 이교를 믿느냐?" "저의 종교는 이교가 아닙니다. 왜냐하면 저는 하느님을 천사와 사람 그리고 만물의 창조주로 믿기 때문입니다." 포장은 그녀가 천주교를 부정하도록 만들 수 없었으므로, 그녀를 형조로 이송했고 거기서 다시 심문이 이어졌다. "궁녀가 이교를 믿는 것은 대역죄이다. 너의 천주를 부정하고 천주교도들과 천주교 서적들이 숨겨져 있는 데가 어딘지 불어라." "제가 만 번을 죽는 한이 있어도 절대 그렇게 못합니다." 그녀는 격심하게 매질을 당해 그녀의 살가죽이 떨어져 나갔고, 그녀의 뼈 여러 곳이 부러졌으며, 엄청난 양의 피를 흘려 바닥이 흥건했지만, 결코 굴복하지 않았다. 천주교인이 아닌 사람들 까지도 그녀에게 감복하였다.
전경협의 친오빠는 이교도였으며, 조정의 고위 관리였다. 그는 임금의 총애를 잃을까 두려워 그녀를 배교시키려 애썼다. 그러나 그녀는 오빠의 간청에도 뜻을 굽히지 않았다. 그러자 그녀의 오빠는 그녀를 죽이려 했다. 그는 독이 든 계란 과자를 감옥에 있는 그녀에게 보냈던 것이다. 수상스럽게 생각한 전경협은 과자를 비녀로 찔러 보았는데, 그 비녀의 색깔이 금세 변했으므로 그 과자를 먹지 않았다. 그래서 그녀의 오빠는 형리장을 매수하여 그녀를 몽둥이로 때려 죽이도록 시켰다. 하지만 형리장은 여러 차례 그녀를 때리되 죽이지는 않았다. 전경협의 조카 즉 오빠의 딸이 그녀의 상처가 하루만에 다 낫는 것이 정말 신기하다고 말했다. 전경협은 그녀의 오빠가 그녀가 감옥에 영원히 갖혀 있도록 요청했다고 들었다. 하지만, 그녀는 자신의 신앙을 위하여 참수되기를 기도했고, 마침내 그 바람이 이루어졌다.
전경협은 1839년 9월 26일에 서소문 바깥에서 여덟 명의 교우와 함께 그녀가 원한데로 참수로써 순교하였다. 그때 그녀의 나이는 53세였다.

## 시복 · 시성
전경협 아가타는 1925년 7월 5일에 성 베드로 광장에서 교황 비오 11세가 집전한 79위 시복식을 통해 복자 품에 올랐고, 1984년 5월 6일에 서울특별시 여의도에서 한국 천주교 창립 200주년을 기념하여 방한한 교황 요한 바오로 2세가 집전한 미사 중에 이뤄진 103위 시성식을 통해 성인 품에 올랐다.

## 참고 문헌
- (영어) Catholic Bishop's Conference Of Korea. 103 Martryr Saints: 전경협 아가타 Agatha Chon Kyong-hyob 보관됨 2014-10-19 - 웨이백 머신